# Ставропольська височина
Ставропольська височина (рос. Ставропо́льская возвы́шенность) — височина в центральній частині Передкавказзя між Кубанською низовиною на заході (межу становить південниковий відтинок р. Кубані) і Прикаспійською на сході (межа — р. Кума), Кумо-Маницькою западиною на півночі і Кавказькими горами на півдні. Довжина близько 300 км, ширина близько 170 км. Середня висота 350 — 600 м; найвищі верхи розташовані на південь від Ставрополя (Стрижамент — 832 м).
В основі Ставропольської височини лежить на глибині 1,5 — 2 км зім'ятий у пофалдовані складки герцинський фундамент, вкритий слабо дислокованими (невеликі антикліналі і бані) шарами мезозою, палеогену і неогену. У південно-західній і центральних частинах височини переважає рельєф низькогір'я: тут підносяться платоподібні масиви, розчленовані долинами з терасовими заломами і зсувами на узбіччях. Східна частина висоти розчленована долинами і балками, між якими простягаються одноманітні пласкі вододіли; шари неогену тут майже повсюдно вкриті лесовидними суглинками.
Річки належать до сточища Кубані, Куми, Єгорлика і Калауса. За винятком двох перших, вони маловодні і влітку часто пересихають.
Ґрунти — різні чорноземи і темно- та світлокаштанові.
Клімат континентальний з помірними зимами (температура січня −4 до 6° С.) і теплим літом (22 — 25° С.); весна коротка, осінь — довга. Атмосферичних опадів найбільше на південному заході (600 мм), найменше на сході (200 — 300 мм). Часті чорні бурі, біля Кавказьких гір — фенові вітри; сніговий настил нестійкий. Степова рослинність: на заході — вузьколиста типчинно-ковилова, на південному сході — суха, на вищих ділянках — лісостеп з широколистяними лісами. Степ майже цілком розораний. Густота населення — 20 — 30 осіб на 1 км².